# Luís Otávio de Oliveira Roxo

Armas do visconde de Vargem Alegre.

Luís Otávio de Oliveira Roxo, segundo barão e primeiro e único visconde de Vargem Alegre (Piraí, 28 de agosto de 1850 — Rio de Janeiro, 19 de fevereiro de 1937), foi um nobre brasileiro.
Filho de Matias Gonçalves de Oliveira Roxo, primeiro barão com grandeza de Vargem Alegre, e de Joaquina Clara de Morais. Era neto materno do barão de Piraí e irmão do barão de Guanabara e do barão de Oliveira Roxo. Casou-se com Mariana Cândida de Lima e Silva, filha do conde de Tocantins.
Foi agraciado barão em 16 de agosto de 1882 e visconde em 11 de abril de 1888. Era oficial da Imperial Ordem da Rosa, cavaleiro da Real Ordem de Cristo de Portugal, cavaleiro da Ordem de São João de Jerusalém e moço fidalgo da Casa Imperial.